# Ellwood City
Ellwood City est un borough situé principalement dans le comté de Lawrence, avec une partie dans le comté de Beaver, en Pennsylvanie, aux États-Unis,. En 2010, il comptait une population de 7 921 habitants. Ellwood City est à 48 kilomètres au nord-ouest de Pittsburgh et environ à 13 kilomètres au sud de New Castle. Dans le passé, Ellwood City eut de nombreuses industries légères telles que les usines de tubes en acier, pièces en acier pour l’automobile, pierres calcaires pour le bâtiment grâce à ses carrières, Fonderies et ateliers d'usinage, exploitation minière etc. En 1910, 2243 personnes y vivaient et 12329 en 1940.
Une ville ressemblant à Boston et portant le même nom, Elwood City, est utilisée pour la série animée Arthur.

## Démographie
Lors du recensement de 2010, le borough comptait une population de 7 921 habitants. Elle est estimée, le 1er juillet 2019, à 7 776 habitants.

### Source de la traduction
- (en) Cet article est partiellement ou en totalité issu de l’article de Wikipédia en anglais intitulé « Ellwood City, Pennsylvania » (voir la liste des auteurs).